# Tom och Jerry – Landkrabbor med morrhår
Tom & Jerry – Landkrabbor med morrhår är en tecknad långfilm från 2006. Det handlar om att Tom och Jerry är arbetare hos pirater som ska söka efter en skatt. De snor så småningom kartan och vill själv hitta skatten. Filmen är dubbad på svenska av Gunnar Ernblad, Kristian Ståhlgren och Adam Giertz.